# Канарис (фильм)
«Канарис» (также «Канарис: мастер шпионажа», нем. Canaris) — немецкий биографический фильм 1954 года режиссёра Альфреда Вайденмана, повествующий о нескольких последних годах жизни немецкого военного деятеля, начальника абвера (службы военной разведки и контрразведки) (в 1935—1944), адмирала Вильгельма Франца Канариса.
Премьера фильма в Ганновере (Германия) состоялась 30 декабря 1954, в Нью-Йорке (США) — 28 апреля 1958 года.

## Сюжет
Фильм основан на реальных событиях Второй мировой войны. Ведомство Канариса — немецкая военная разведка (абвер), вполне успешно функционирует и Гитлер выделяет ему огромные денежные средства. Тем не менее Канарис сторонится от нацистских вождей, не поддерживая их идеологию. Кроме того, у него — одного из самых влиятельных людей в Рейхе, есть конкуренты. Среди них — Рейнхард Гейдрих, начальник Главного управления имперской безопасности .
Ирену фон Харбек с помощью шантажа заставляют шпионить за Канарисом в то время, как он начинает планировать покушение на жизнь Гитлера.
В результате заговора и неудачного покушения на Адольфа Гитлера 20 июля 1944 года Канарис был арестован и расстрелян.

## В ролях
- Отто Хассе — адмирал Канарис
- Барбара Руттинг — Ирена фон Харбек
- Адриан Ховен — капитан Альтофф
- Мартин Хельд — обергруппенфюрер Гейдрих
- Вольфганг Прайс — полковник Холлем
- Петер Мосбахер — Фернандес
- Шарль Ренье — барон Tренти
- Франц Эссель — Бекман
- Алиса Треф — фройлен Винтер
- Герберт Вильк — гауптман Дегенхард
- Клаус Мидель — Андре, сотрудник французских спецслужб
- Артур Шредер — фон Харбек
- Ильза Фюрстенберг — Анна Людтке
- Арно Польсен — водитель берлинского такси
- Йозеф Оффенбах — водитель парижского такси
- Оскар Линдер — офицер гестапо
- Артур Визнер — техник Радтке

Саундтреком фильма послужила музыка из оперы «Лоэнгрин» Рихарда Вагнера.
Фильм был, в целом, хорошо принят критиками, прессой и общественностью, имел большой успех в прокате, возможно потому, что он позволил немецкой аудитории признать Канариса — патриотом и трагическим героем Германии, в суровые годы войны, дистанцирующимся от нацизма.

## Отзывы
«Успешное сочетание захватывающего шпионского триллера и биографии загадочного адмирала Канариса […] является одним из лучших произведений немецкого кино пятидесятых годов.» (Рrisma.de)
«Сильно идеализированный фильм, апеллирующий к зрителю, поверхностная постановка драмы, подкупает лишь благодаря игре отличных исполнителей.» (Film-Dienst)
«Искажение истории а-ля 1950-е годы.» (Filmportal.de)

## Награды
- В 1955 году удостоен премии Deutscher Filmpreis за лучший полнометражный художественный фильм, режиссуру, сценарий, актерскую игру второго плана.
- В 1955 году удостоен премии Бэмби, как наиболее кассовый фильм года.
- В 1956 году Отто Хассе, исполнитель главной роли фильма — адмирала Канариса, стал лауреатом «Серебряной раковины за лучшую мужскую роль».